# Gare de Saint-Blaise-Roche-Poutay
Gare de Saint-Blaise-Roche-Poutay vasútállomás Franciaországban, Saint-Blaise-la-Roche településen.

## Vasútvonalak
Az állomást az alábbi vasútvonalak érintik:
- Strasbourg–Saint-Dié-vasútvonal

## Kapcsolódó állomások
A vasútállomáshoz az alábbi állomások vannak a legközelebb:
- Gare de Saulxures
- Gare de Fouday
- Gare de Bourg-Bruche